# Manuel Muñoz (labdarúgó)
Manuel Muñoz Muñoz (Tocopilla, 1928. április 28. – Arica, 2022. december 17.) chilei labdarúgócsatár.

## Pályafutása

### Klubcsapatban
1949 és 1958 között a Colo-Colo, 1959-ben a Fernández Vial, 1960-ban az Audax Italiano labdarúgója volt. A Colo-Colóval két chilei bajnoki címet és egy kupagyőzelmet nyert.

### A válogatottban
1950 és 1956 között 26 alkalommal szerepelt a chilei válogatottban és nyolc gólt szerzett. Tagja volt az 1950-es brazíliai világbajnokságon részt vevő együttesnek. Az 1955-ös és az 1956-os Copa Américán ezüstérmes lett a válogatott csapattal.

### Edzőként
A Ferroviarios csapatánál kezdte edzői pályafutását. 1978-ban, 1980-ban és 1986–87-ben a Deportes Arica vezetőedzője volt.

## Sikerei, díjai
Chile
- Copa América
  - ezüstérmes (2): 1955, Chile, 1956, Uruguay

 Colo-Colo
- Chilei bajnokság
  - bajnok (2): 1953, 1956
- Chilei kupa
  - győztes: 1958